# 禅定寺 (京丹後市)
禅定寺（ぜんじょうじ）は、京丹後市峰山町にある臨済宗天龍寺派の寺院。山号は小西山。本尊は聖観音菩薩。
2017年（平成29年）4月、文化庁により、地域の歴史的魅力や特色を通じて日本の文化・伝統を語るストーリー「日本遺産」の「丹後ちりめん回廊」を構成する文化財のひとつに認定された。

## 由緒
かつて、この地にあった真言宗善城寺の寺基を継いだ寺。1676年（延宝4年）、玄甫によって再興し、寺名、宗派を改める。
善城寺については「実隆公記」内、1505年（永正2年）9月17日条に「丹後国丹波郡吉原庄小西山善城寺」と記載がある。

## 寺宝

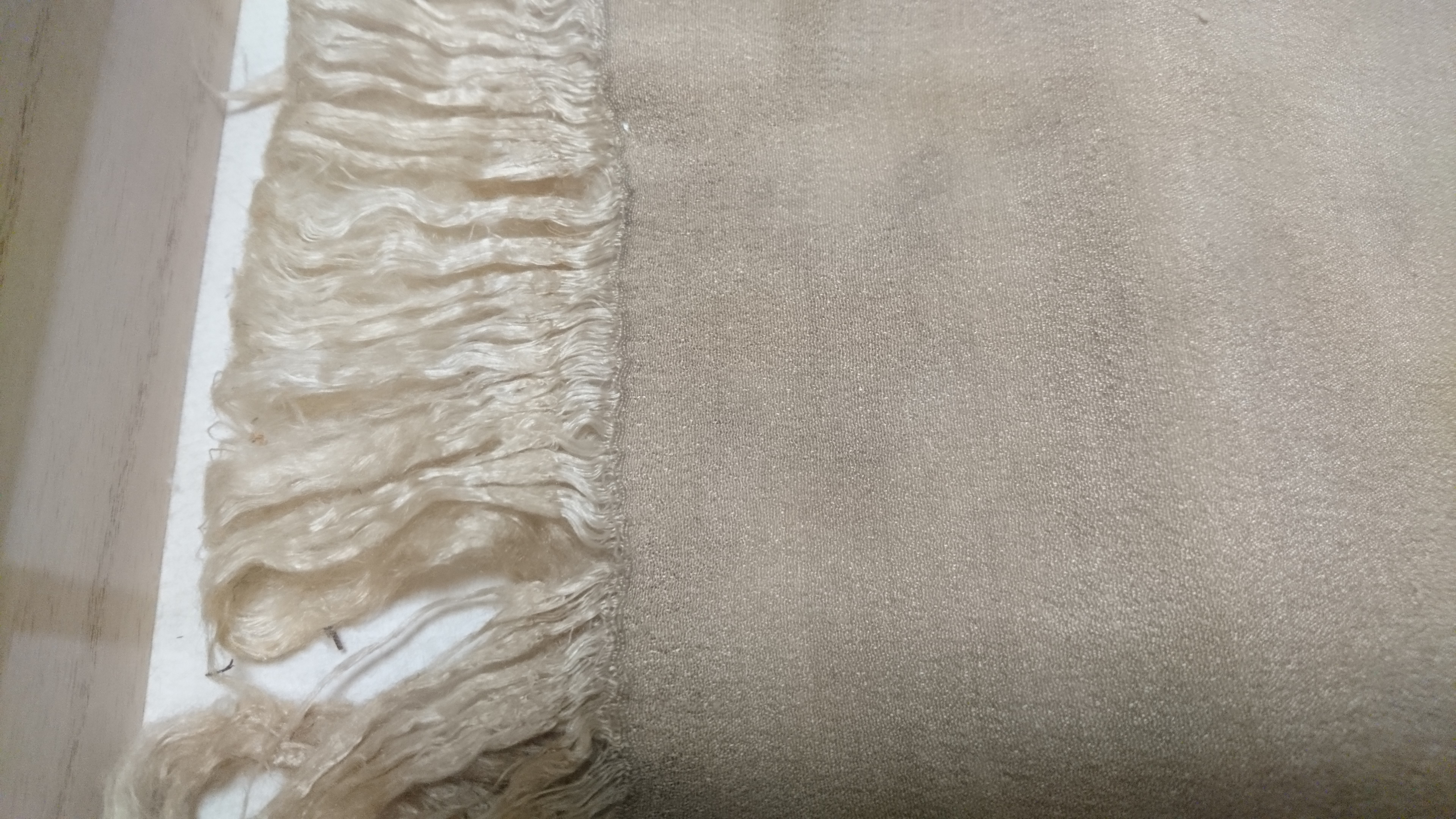
1720年（享保5年）、絹屋佐平治が創織した「丹後ちりめん」（禅定寺寺宝）

ちりめんの技法を京都西陣で学んで丹後にもたらしたとされる絹屋佐平治（のちの森田治郎兵衛）が、ちりめん創業の成功を願って二度の断食祈願を行い、織りだした最初の丹後ちりめん「縮み布」を、1705年（享保5年）、禅定寺に奉納した。現在はその端切れが、寺宝として伝わる。

## 所在地・アクセス
- 京都府京丹後市峰山町小西472
- 丹鉄峰山駅から車で約20分[1]